# Eupogonius cryptus
Eupogonius cryptus es una especie de escarabajo longicornio del género Eupogonius, tribu Desmiphorini, subfamilia Lamiinae. Fue descrita científicamente por Hovore en 1990.

## Descripción
Mide 4,5-8 milímetros de longitud.

## Distribución
Se distribuye por Costa Rica y Nicaragua.